# Гнедич, Пётр Петрович (медик)
Пётр Петрович Гнедич (ок. 1750 — 1817) — доктор медицины, дядя переводчика «Илиады» Н. И. Гнедича.

## Биография
Родился около 1750 года, сын сотника Петра Осиповича Котелевского; происходил из малороссийского рода, издавна жившего в Котельве, где и его дед, и прадед, и прапрадед, были сотниками.
Служил до 1773 года в Сенате в звании канцелярского служителя, а через 2 года (по «Малороссийскому родословнику» Модзалевского — в 1779 году) отправился за границу изучать медицину в Лейпцигском университете. В 1778 году в Лейпциге было напечатано его сочинение «Von einigen Arzneymitteln und Krankheiten der russischen Völkerschaften». В Лейпциге же он получил степень доктора медицины после защиты диссертации «De morbis membranae tympani». (Lipsiae, 1780), причём был назван в докторском дипломе Гнедичем-Паскевичем.
В 1782 году служил врачом в Киевском округе, где проявил себя в борьбе с эпидемиями.
Умер в чине надворного советника в 1817 году. 

## Семья
Был женат на Екатерине Ивановне Пономарёвой. Их дети:
- Иван
- Алексей (1803—1874)
- Пётр
- Екатерина, в замужестве Татаринова.